# Hubei
Hubei (en chino, 湖北; pinyin, Húběiⓘ) es una provincia de la República Popular China. Su capital y ciudad más poblada es Wuhan.

## Geografía
Está ubicada en la región Sur-central limitando al norte con Henan, al este con Anhui, al sur con Jiangxi y Hunan, al oeste con Chongqing y al noroeste con Shaanxi. Tiene una extensión de 187 400 km².
Aparte de la capital, Huangshi es otra de las ciudades industriales que se encuentra en la provincia. El nombre Hubei significa norte del lago, haciendo referencia a su posición al norte del lago Dongting.
Uno de los principales diques de la presa de las Tres Gargantas, cuya construcción se inició en 1993, está situado en la ciudad de Yichang, al oeste de la provincia, lo que ha provocado un importante movimiento migratorio de habitantes de esa zona hacia otras partes de la región.
Su geografía es muy variada: desde altas montañas como el pico Shennongding de 3105 metros de altura a profundos valles. El clima es monzónico subtropical con temperaturas que en verano pueden superar los 40 °C. Los habitantes proceden de 50 etnias diferentes, aunque la predominante es la han.

## Economía
Hubei es conocida como la tierra del arroz y del pescado ya que estos dos productos son la base de su economía. Otros cultivos destacados en la provincia son el del té, algodón y trigo. Posee industrias metalúrgicas, automovilísticas, de maquinaria y textiles. Los principales recursos mineros de la región son el bórax, hierro, fósforo, cobre, oro y manganeso.

## División administrativa
| Hubei                | Hubei       | Hubei                | Hubei                          | Hubei      | Hubei | Hubei | Hubei | Hubei | Hubei | Hubei | Hubei |
| -------------------- | ----------- | -------------------- | ------------------------------ | ---------- | ----- | ----- | ----- | ----- | ----- | ----- | ----- |
|                      |             |                      |                                |            |       |       |       |       |       |       |       |
| #                    | Nombre      | Hanzi                | Hanyu Pinyin                   | Distrito   |       |       |       |       |       |       |       |
| Ciudad-prefectura    |             |                      |                                |            |       |       |       |       |       |       |       |
| 1                    | Wuhan       | 武汉市               | Wǔhàn Shì                      |            |       |       |       |       |       |       |       |
| 2                    | Ezhou       | 鄂州市               | Èzhōu Shì                      | Echeng     |       |       |       |       |       |       |       |
| 3                    | Huanggang   | 黄冈市               | Huánggāng Shì                  | Huangzhou  |       |       |       |       |       |       |       |
| 4                    | Huangshi    | 黄石市               | Huángshí Shì                   | Xialu      |       |       |       |       |       |       |       |
| 5                    | Jingmen     | 荆门市               | Jīngmén Shì                    | Dongbao    |       |       |       |       |       |       |       |
| 6                    | Jingzhou    | 荆州市               | Jīngzhōu Shì                   | Jingzhou   |       |       |       |       |       |       |       |
| 7                    | Shiyan      | 十堰市               | Shíyàn Shì                     | Maojian    |       |       |       |       |       |       |       |
| 8                    | Suizhou     | 随州市               | Suízhōu Shì                    | Zengdu     |       |       |       |       |       |       |       |
| 9                    | Xiangyang   | 襄阳市               | Xiāngyáng Shì                  | Xiangcheng |       |       |       |       |       |       |       |
| 10                   | Xianning    | 咸宁市               | Xiánníng Shì                   | Xian'an    |       |       |       |       |       |       |       |
| 11                   | Xiaogan     | 孝感市               | Xiàogǎn Shì                    | Xiaonan    |       |       |       |       |       |       |       |
| 12                   | Yichang     | 宜昌市               | Yíchāng Shì                    | Xiling     |       |       |       |       |       |       |       |
| Prefectura Autónoma  |             |                      |                                |            |       |       |       |       |       |       |       |
| 13                   | Enshi       | 恩施土家族苗族自治州 | Ēnshī Tǔjiāzú Miáozú Zìzhìzhōu | Enshi      |       |       |       |       |       |       |       |
| Ciudad-subprefectura |             |                      |                                |            |       |       |       |       |       |       |       |
| 14                   | Tianmen     | 天门市               | Tiānmén                        | Shazui     |       |       |       |       |       |       |       |
| 15                   | Qianjiang   | 潜江市               | Qiánjiāng                      | Yuanlin    |       |       |       |       |       |       |       |
| 16                   | Xiantao     | 仙桃市               | Xiāntáo                        | Jingling   |       |       |       |       |       |       |       |
| 17                   | Shennongjia | 神农架林区           | Shénnóngjià Línqū              | Songbai    |       |       |       |       |       |       |       |

## Demografía
| Gráfica de evolución de Hubei entre 1912 y 2010 |
|                                                 |